# Sapphire Slows
Sapphire Slows（サファイア・スロウズ）は、日本の音楽プロデューサー、DJ、歌手である。
本名は、平松 絹子（ひらまつ きぬこ）。

## 経歴
広島県出身。18歳の頃、東京都へ移り住む。一時期はジャーナリストを目指していたが、東日本大震災をきっかけとして、音楽活動を開始した。2011年、EP『True Breath』をリリースした。
2013年、アルバム『Allegoria』をリリースした。同年、メキシコやカナダ、アメリカ合衆国をツアーして回った。

## ディスコグラフィー

### スタジオ・アルバム
- Allegoria（2013年）

### コンピレーション・アルバム
- Sapphire Slows（2013年）

### EP
- True Breath（2012年）
- Yubiwa（2012年、Hotel Mexico、Jesse Ruinsとの共作）
- Just Wanna Feel（2012年、Magic Touchとの共作）

### シングル
- Melt（2011年）
- Confession（2016年）